# W Herculis
W Herculis är en pulserande variabel av Mira Ceti-typ i stjärnbilden Herkules.
Stjärnan varierar mellan magnitud +7,6 och 14,4 med en period av 280,03 dygn.